# Dolné Orešany

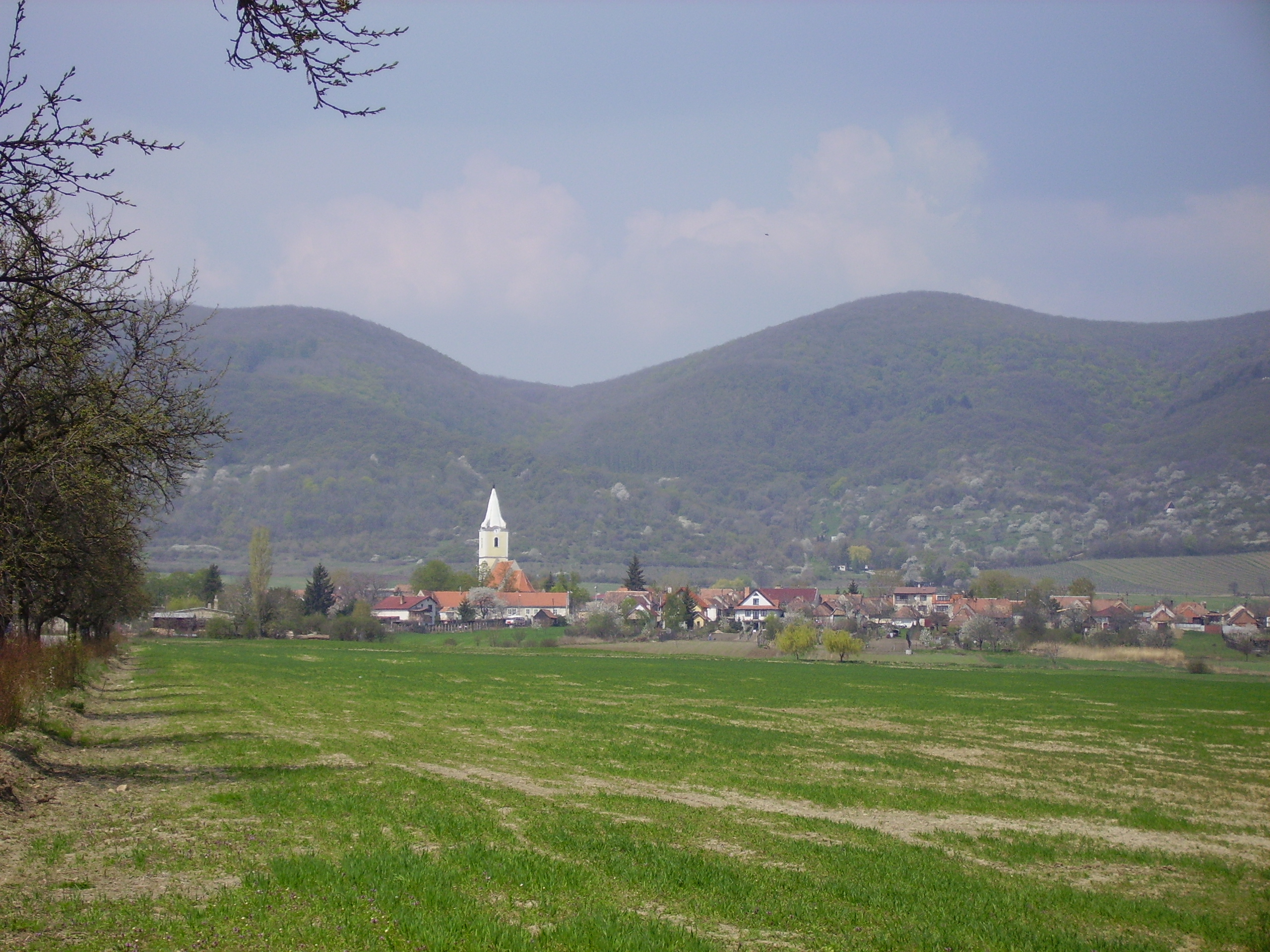
Dolné Orešany

Dolné Orešany (Hongaars: Alsódiós) is een Slowaakse gemeente in de regio Trnava, en maakt deel uit van het district Trnava.
Dolné Orešany telt 1.285 inwoners.